# Comité technique paritaire
Pour les articles homonymes, voir CTP.
Dans la fonction publique française, un comité technique paritaire (CTP) est une instance de dialogue entre l'administration employeur et des représentants des fonctionnaires qui y sont employés. Transformés dans la quasi-totalité de la fonction publique en 2010, ils existent dans les fonctions publiques spécifiques de la Nouvelle-Calédonie et de la Polynésie française. 

## Cas général
Institués en 1946 dans la fonction publique de l'État, et en 1970 dans les établissements hospitaliers, puis en 1982 dans la fonction publique territoriale, ils sont peu à peu remplacés pour mettre fin au paritarisme strict. 
Ainsi, les comités techniques de la fonction publique hospitalière sont-ils transformés en comités techniques d'établissements (1991 pour les établissements publics de santé, 2002 pour les établissements sociaux et médico-sociaux). Pour l'État et la fonction publique territoriale, ils sont remplacés par des « comités techniques » en 2010. 
En 2023, les comités sociaux prennent la suite des comités techniques et des comités techniques d'établissement. 

## Nouvelle-Calédonie et Polynésie française
Les employeurs publics de ces deux territoires, sauf l'État, constituent des comités techniques paritaires. 
Ces comités techniques paritaires sont prévus par les textes suivants : 
- le titre III de la loi du pays no 2021-4 du 12 mai 2021 relative à la fonction publique de Nouvelle-Calédonie, pour la fonction publique de ce territoire ;
- la section III du chapitre II du titre II de la délibération no 95-215 AT du 14 décembre 1995 portant statut général de la fonction publique de la Polynésie française, pour cette collectivité d'outre-mer ;
- l'article 29 de l'ordonnance no 2005-10 du 4 janvier 2005 portant statut général des fonctionnaires des communes et des groupements de communes de la Polynésie française ainsi que de leurs établissements publics administratifs[1], pour la fonction publique communale de cette collectivité.

Les comités techniques paritaires sont composés en nombre égal de représentants de l'employeur et de représentants des agents employés de l'administration. Ils sont présidés par le chef de service, le président de l'assemblée de province, le maire pour les communes ou le président du groupement de communes. 
Leurs principales attributions sont de trois ordres : 
1. L'organisation et le fonctionnement des services ;
2. Les conditions de fonctionnement des services, l'évolution des techniques et des méthodes de travail ;
3. Les questions de santé et sécurité au travail ainsi que de conditions de travail.